# أنديرس يندستروم
أنديرس يندستروم (بالسويدية: Anders Lindström)‏ هو عازف قيثارة ومنتج أسطوانات وعازف بيانو ومغني سويدي، ولد في 19 يوليو 1969 في لينشوبينغ في السويد.

## وصلات خارجية
- أنديرس يندستروم على موقع IMDb (الإنجليزية)
- أنديرس يندستروم على موقع ميوزك برينز (الإنجليزية)
- أنديرس يندستروم على موقع ديسكوغز (الإنجليزية)